# Datamatiker
Datamatiker er betegnelsen for en person, der har gennemgået Datamatikeruddannelsen (formelt: Datamatiker AK). Datamatikeruddannelsen er en kort videregående uddannelse (KVU), der udbydes på en række af landets erhvervsakademier. Uddannelsen er berammet til 2½ år.
Historie
Datamatikeruddannelsen startede som forsøgsuddannelse i 1984 ved Købmandsskolens Edb-skole i Fiolstræde, København. Ordet datamatiker er meget ældre end den uddannelse, der tog betegnelsen op og skabte en mere veldefineret betydning.

## I 2022 udbydes uddannelsen 15 steder i Danmark
fremgår det af danmarkskort på UG.dk
Østdanmark
- København[4][5]
- Kongens Lyngby[5]
- Roskilde[6]
- Næstved[6]

Syddanmark
- Sønderborg[7]
- Tønder[7]
- Esbjerg[7]
- Vejle[8]
- Odense[8]

Midtjylland og Nordjylland
- Aalborg[9]
- Aarhus[10]
- Grenaa[11]
- Skive[11]
- Herning[12]